# 라인-마인 S반 2호선
라인-마인 S반 2호선(독일어: Rhine-Mine S2)는 독일 헤센주 라인가우타우누스 군의 니더하우젠 역부터 오펜바흐 군의 디첸바흐 역까지를 잇는 라인-마인 S반의 광역 전철 노선이다. 노선 안내 색상은 빨간색()이며, 독일철도의 시각표 번호는 645.2이다. 반 이상의 구간을 마인-란 선을 경유해 달리며, 54.7 km를 약 68분에 잇는다.

## 역사
S반 2호선은 최초의 라인-마인 S반 체계를 구성하던 6노선의 하나였다. 최초의 시험운행은 니더하우젠 역부터 프랑크푸르트 중앙역까지에서 이루어졌으며, 초창기에는 이 시험운행편에 접두문자 "R"(Regional)을 붙여 R2로 표기하였다. 1975년부터 R2는 최초로 독일철도 420형 전동차를 투입하였고, 이후 프랑크푸르트 도심 터널선이 하웁트바헤 역까지 연장되면서 S2로 명명되었다. 이후 1983년, 1990년에 걸쳐 프랑크푸르트 남역까지 운행이 연장되었다가 1992년에 뮐베르크 역 방향으로 프랑크푸르트 도심 터널선의 지선이 개통되면서 남역 대신 오펜바흐 도심 터널선을 경유해 오펜바흐 동역까지 운행하는 경로로 변경되었다. 하지만 1995년에 다시 1992년 이전의 운행 방식(남역 발착)으로 변경되었으며, 다시 재차 오펜바흐를 경유해 현재의 운행 형태를 띠게 된 것은 2003년이다.
- 1974년 - 시험 운행 시작. R1으로 안내되었으며 비스바덴 중앙역과 프랑크푸르트 중앙역을 포함해 11개의 역에서 운행을 시작하였다.
- 1975년 - 라인-마인 S반 노선 중 최초로 독일철도 420형 전동차가 투입됨.
- 1978년 - 프랑크푸르트 도심 터널선이 하웁트바헤 역까지 개통되면서 S2으로 명명됨. 13개 역 운행.
- 1983년 - 프랑크푸르트 도심 터널선이 콘슈타블러바헤 역까지 연장되며 14개 역 운행.
- 1990년 - 프랑크푸르트 도심 터널선이 프랑크푸르트 남역까지 연장되어 17개 역을 운행함.
- 1992년 - 프랑크푸르트 도심 터널선 뮐베르크 방면 지선이 개통되면서 프랑크푸르트 남역까지의 운행은 종료되고, 뮐베르크 역까지 16개역 간을 운행하게 됨.
- 1995년 - 오펜바흐 도심 터널선이 개통되고, 운행 방향을 다시 1992년 이전의 남역으로 전환. 17개 역 운행.
- 2003년 - 로드가우 선이 S반에 편입되며 재차 오펜바흐를 경유해 디첸바흐까지 운행하게 됨. 26개 역 운행.
- 2007년 - 마인-란 선에 차일스하임 역 개통. 27개 역 운행.

### 차량
- 독일철도 420형 전동차 - 단거리 셔틀 운행에만 사용됨.
- 독일철도 423형 전동차

## 역 목록
전 구간 헤센주 소재.
| 노선                     | 역명                      | 독일어 역명                                                     | 접속 노선 | 역간 거리 | 누적 거리      | 소재지                    |
| ------------------------ | ------------------------- | --------------------------------------------------------------- | --- | --------- | -------------- | ------------------------- |
| 마인-란 선               | 니더하우젠                | Niederhausen                                                    | RE · RB (랜트헤스 선) | -         | 0.0            | 라인가우-타우누스 군      |
| 마인-란 선               | 에프슈타인 니더요스바흐   | Eppstein-Niederjosbach                                          | | 3.3       | 3.3            | 마인-타우누스 군          |
| 마인-란 선               | 에프슈타인 브렘탈         | Eppstein-Bremthal                                               | | 1.5       | 4.8            | 마인-타우누스 군          |
| 마인-란 선               | 에프슈타인                | Eppstein                                                        | | 1.7       | 6.5            | 마인-타우누스 군          |
| 마인-란 선               | 호프하임 로르스바흐       | Hofheim-Lorsbach                                                | | 4.2       | 10.7           | 마인-타우누스 군          |
| 마인-란 선               | 호프하임                  | Hofheim                                                         | | 4.2       | 14.9           | 마인-타우누스 군          |
| 마인-란 선               | 크리프텔                  | Kriftel                                                         | | 2.4       | 17.3           | 마인-타우누스 군          |
| 마인-란 선               | 차일스하임                | Frankfurt-Zeilsheim                                             | | 2.2       | 19.5           | 프랑크푸르트암마인        |
| 마인-란 선               | 획스트 파르브베르케       | Frankfurt-Höchst Farbwerke                                      | 라인-마인 S반 1호선 (타우누스 철도선) | 2.0       | 21.5           | 프랑크푸르트암마인        |
| 마인-란 선               | 획스트                    | Frankfurt-Höchst                                                | 타우누스 철도선 · 쾨니히슈타이너 선 · 조데너 선 | 1.1       | 22.6           | 프랑크푸르트암마인        |
| 마인-란 선               | 니트                      | Frankfurt-Nied                                                  | | 2.0       | 24.6           | 프랑크푸르트암마인        |
| 마인-란 선               | 그리스하임                | Frankfurt-Griesheim                                             | | 2.8       | 27.4           | 프랑크푸르트암마인        |
| 마인-란 선               | 프랑크푸르트 중앙         | Frankfurt (Main) Hauptbahnhof                                   | 장거리 열차 (ICE · IC) · RE · RB (마인-넥카 철도선 · 타우누스 철도선 · 홈부르크 선 · 마인-베저 선 · 마인 선) 라인-마인 S반 3 · 4 · 5 · 6 · 7 · 8 · 9호선 프랑크푸르트 U반 4 · 5호선 | 4.5       | 31.9           | 프랑크푸르트암마인        |
| 프랑크푸르트 도심 터널선 | 프랑크푸르트 중앙         | Frankfurt (Main) Hauptbahnhof                                   | 장거리 열차 (ICE · IC) · RE · RB (마인-넥카 철도선 · 타우누스 철도선 · 홈부르크 선 · 마인-베저 선 · 마인 선) 라인-마인 S반 3 · 4 · 5 · 6 · 7 · 8 · 9호선 프랑크푸르트 U반 4 · 5호선 | 4.5       | 31.9           | 프랑크푸르트암마인        |
| 타우누스안라게           | Frankfurt Taunusanlage    |                                                                 | 0.8 | 32.7      |                | 프랑크푸르트암마인        |
| 하우프트바헤             | Frankfurt Hauptwache      | 프랑크푸르트 U반 1 · 2 · 3 · 6 · 7 · 8호선                      | 0.8 | 33.5      |                | 프랑크푸르트암마인        |
| 콘슈타블러바헤           | Frankfurt Konstablerwache | 프랑크푸르트 U반 4 · 5 · 6 · 7호선                              | 0.6 | 34.1      |                | 프랑크푸르트암마인        |
| 오스트엔트슈트라쎄       | Frankfurt Ostendstraße    | 라인-마인 S반 3 · 4 · 5 · 6호선 (프랑크푸르트 도심 터널선 본선) | 0.8 | 34.9      |                | 프랑크푸르트암마인        |
| 뮐베르크                 | Frankfurt Mühlberg        |                                                                 | 1.4 | 36.3      |                | 프랑크푸르트암마인        |
| 뮐베르크                 | Frankfurt Mühlberg        | 오펜바흐 도심 터널선                                            | 1.4 | 36.3      |                |                           |
| 카이저라이               | Offenbach-Kaiserlei       |                                                                 | 2.7 | 40.0      | 오펜바흐암마인 |                           |
| 레더무제움               | Offenbach Ledermuseum     |                                                                 | 0.9 | 40.9      | 오펜바흐암마인 |                           |
| 마르크트플라츠           | Offenbach Marktplatz      |                                                                 | 1.0 | 41.9      | 오펜바흐암마인 |                           |
| 오펜바흐 동              | Offenbach-Ost             | 라인-마인 S반 8 · 9호선 (프랑크푸르트-하나우 선)                | 1.5 | 43.4      | 오펜바흐암마인 |                           |
| 오펜바흐 동              | Offenbach-Ost             | 라인-마인 S반 8 · 9호선 (프랑크푸르트-하나우 선)                | 1.5 | 43.4      | 오펜바흐암마인 | 로트가우 선               |
| 비버                     | Offenbach-Bieber          | 라인-마인 S반 1호선 (로트가우 선)                               | 2.7 | 46.1      | 오펜바흐암마인 |                           |
| 비버                     | Offenbach-Bieber          | 라인-마인 S반 1호선 (로트가우 선)                               | 2.7 | 46.1      | 오펜바흐암마인 | 오펜바흐-비버-디첸바흐 선 |
| 호이젠슈탐               | Heusenstamm               |                                                                 | 3.8 | 49.9      | 오펜바흐 군    |                           |
| 디첸바흐 슈타인베르크    | Dietzenbach-Steinberg     |                                                                 | 2.5 | 52.4      | 오펜바흐 군    |                           |
| 디첸바흐 미테            | Dietzenbach Mitte         |                                                                 | 1.2 | 53.6      | 오펜바흐 군    |                           |
| 디첸바흐                 | Dietzenbach               |                                                                 | 1.1 | 54.7      | 오펜바흐 군    |                           |

## 같이 보기
- 라인-마인 S반